# Alexandria d'Aracòsia

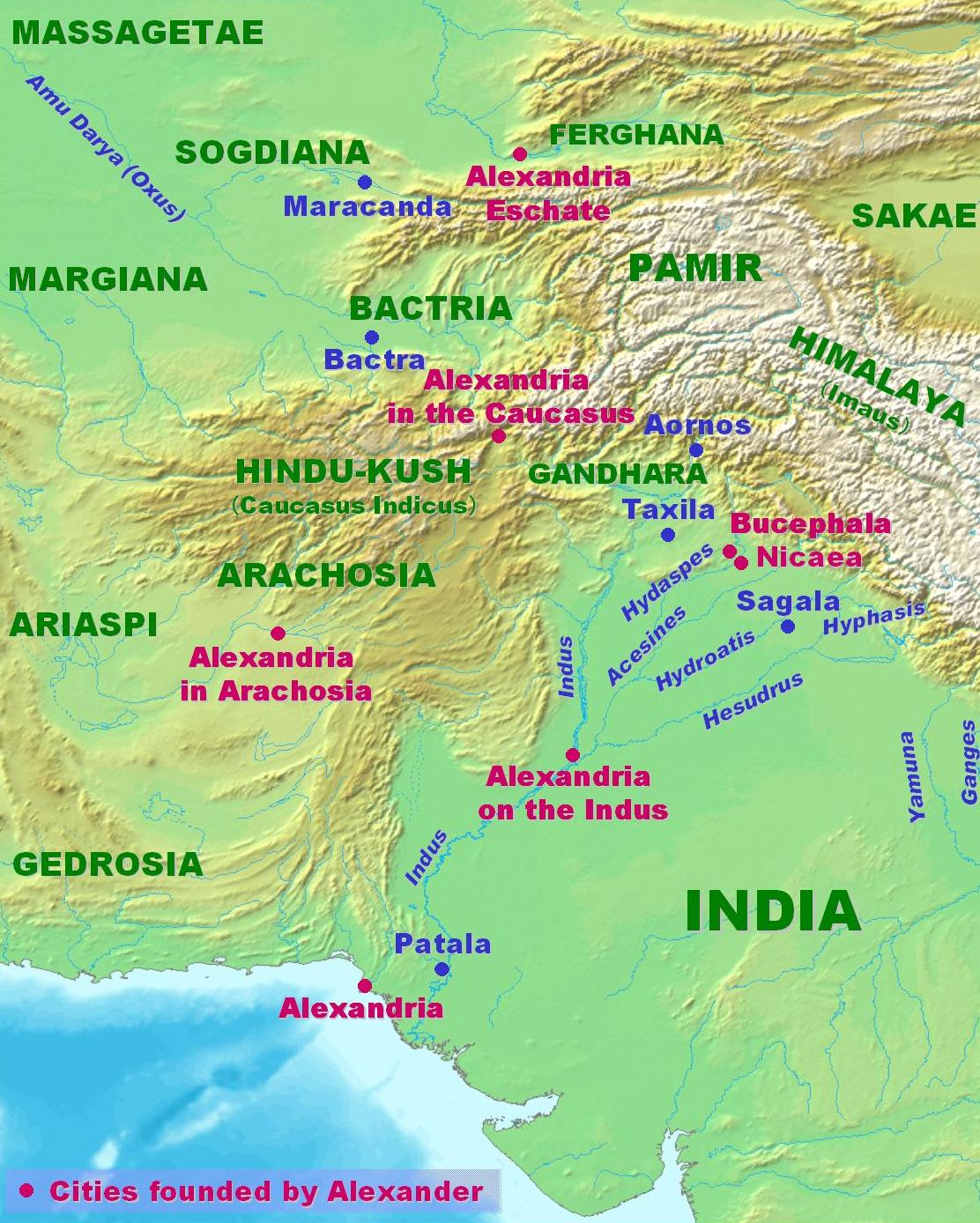
Ciutats fundades per Alexandre el Gran.

Alexandròpolis o Alexandria d'Aracòsia (en grec antic Ἀλεξάνδρεια ἡ Ἀραχωσία) era una ciutat suposadament fundada per Alexandre el Gran el 330 aC sobre una ciutat més antiga, situada a la riba del riu Arachotus a Aracòsia. El lloc no s'ha pogut identificar però era a la vora de la moderna Kandahar a uns 5 km a l'oest sud-oest, segons les referències d'Ammià Marcel·lí.